# モンゴル関係記事の一覧
モンゴル関係記事の一覧（モンゴルかんけいきじのいちらん）
モンゴルに関係する記事を一覧する。
- モンゴル人やモンゴル国出身の人物などについてはモンゴル人の一覧を参照。

## 英数字・記号
- .mn（国別コードトップレベルドメイン）

## あ行
- アイマク (モンゴル国)
- アウルク
- 朝青龍明徳
- アスト部
- アナンディーン・アマル
- アリクブケ
- アルスラン
- アルタイ (モンゴル)
- アルバイヘール
- アルハンガイ県
- アルヒ
- ウヴス・ヌール
- 内モンゴル自治区
- 内モンゴル人民党
- ウブルハンガイ県
- ウムヌゴビ県
- ウランバートル
- ウランバートル駅
- ウルギー
- ウンドゥルハーン
- エルデネト
- オイラト
- オゴデイ
- オブス県
- オラホドガ事件
- オラーンゴム
- オリアスタイ
- オルホン川
- オルホン県

## か行
- 回鶻
- カイドゥ
- 外蒙古
- 匈奴
- グシ・ハン王朝
- クビライ
- グユク
- クリルタイ
- ゲル (家屋)
- 元
- 元寇
- 高車
- 国家大会議
- ゴビ・アルタイ県
- ゴビ砂漠
- ゴビスンベル県

## さ行
- 在モンゴル外国公館の一覧
- サインシャンド
- サッカーモンゴル国代表
- ザナバザル
- ザブハン県
- サンギンダライ湖
- ジェプツンタンパ1世
- ジェプツンタンパ2世
- ジェプツンタンパ3世
- ジェプツンタンパ6世
- ジェプツンタンパ9世
- ジェプツンダンバ・ホトクト
- 四駿四狗
- ジャムビィン・バトムンフ
- シャラヴィン・ゴンガードルジ
- 柔然
- スフバートル駅
- スフバートル県
- スフバートル市
- スフバートル広場
- セレンゲ県
- 鮮卑
- 鮮卑語
- ソム
- ソ蒙相互援助議定書
- ソリーン・ダンザン
- ゾーンモド

## た行
- ダジン・ビャンバスレン
- ダウール族
- タタール
- ダムディン・スフバートル
- ダムビン・チャグダルジャヴ
- ダランザドガド
- ダルハン・オール県
- ダルハン市
- ダルハン大学
- チベット仏教
- 中蒙関係
- 駐蒙軍
- 中蒙国境
- 駐蒙兵団編組
- チョイル
- チョイバルサン市
- チンギス・ハーン
- ツァヒアギーン・エルベグドルジ
- ツェツェルレグ市
- 丁零
- 鉄勒
- デムチュクドンロブ
- テルヒーン・ツァガーン湖
- トゥブ県
- ドゥマーギーン・ソドノム
- ドグソミーン・ボドー
- 突厥
- トルイ
- ドルノゴビ県
- ドルノド県
- ドンドゴビ県

## な行
- ナーダム
- ナツァギーン・バガバンディ
- ナンバリーン・エンフバヤル

## は行
- バアタスレン・シュウダツェツェグ
- ハーン
- 白鵬翔
- バトゥ
- バヤン・ウルギー県
- バヤンホンゴル
- バヤンホンゴル県
- バリンギーン・ツェレンドルジ
- ハル・ウス湖
- バルジュナ湖
- ハルトマーギーン・バトトルガ
- ハルハ
- 哈爾哈廟事件
- バローン・オルト
- 東アジア
- 東突厥
- ブイル湖
- ヒャルガス湖
- ブフ (モンゴル相撲)
- フブスグル県
- フブスグル湖
- ペルジディーン・ゲンデン
- ヘンティー県
- ボグド・ハーン
- ホブド
- ホブド県
- ホーミー
- ボルガン
- ボルガン県
- ボルツ
- ホルローギーン・チョイバルサン
- ポンサルマーギーン・オチルバト
- ポンツァギーン・ジャスライ

## ま行
- マンダルゴビ
- 南匈奴
- 民主党 (モンゴル国)
- ムルン
- メンダサイハン・エンフサイハン
- 蒙古自治邦
- 蒙古連盟自治政府
- モンケ
- モンゴル
- モンゴル高原
- モンゴル国
- モンゴル国営放送
- モンゴル国の国立公園
- モンゴル国の在外公館の一覧
- モンゴル国立大学
- モンゴル語版ウィキペディア
- モンゴル縦貫鉄道
- モンゴル人民革命党 (2010-)
- モンゴル人民共和国
- モンゴル人民党
- モンゴル帝国
- モンゴル日本センター
- モンゴルの音楽（英語版）
- モンゴルの河川一覧
- モンゴルの首相
- モンゴルの政党一覧
- モンゴルの大統領
- モンゴルのヒップホップ
- モンゴル北極星勲章（ロシア語版）
- モンゴル民主化運動
- モンゴル料理

## ら行
- 露蒙関係
- 露蒙国境